# Plesiotylosaurus

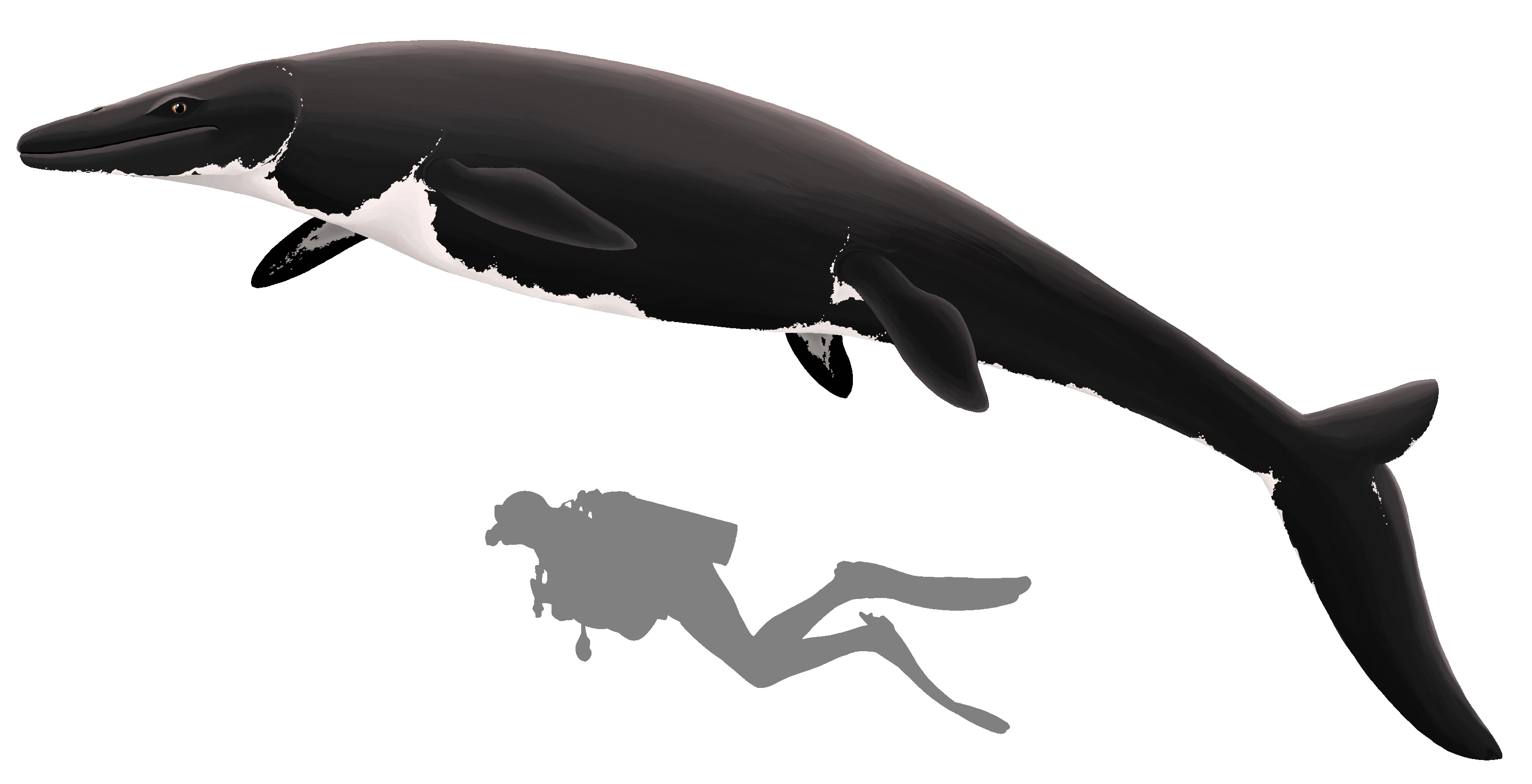
Реконструкція

Plesiotylosaurus — це вимерлий рід морських ящірок, що належить до родини мозазаврів. Він класифікується як частина підродини Mosasaurinae, поряд з такими родами, як Mosasaurus і Prognathodon. Рід містить один вид, Plesiotylosaurus crassidens, знайдений із відкладень середнього маастрихтського віку у формації Морено в Каліфорнії.
Хоча його класифікують як мозазавра, який не мають тісного зв'язку з тилозавром, назва не є абсолютно недоречною, оскільки низка черепних особливостей, знайдених у відносно неушкодженому голотипному черепі, свідчить про певний ступінь конвергентної еволюції з тилозавром.